# カンポ・デ・オドンネル
カンポ・デ・オドンネル（Campo de O'Donnell）は、スペイン・マドリードにかつてあったサッカー専用スタジアムである。

## 歴史
1903年に創設されたアトレティコ・マドリードは創設以降長らくカンポ・デ・レティーロ（Campo de Retiro）という小さなグラウンドでホームゲームを開催していたが、20世紀前半にスペインでサッカーの流行が始まると、当時の会長だったフリアン・ルエテによって新スタジアム建設の計画が進行し始めた。
3万ペセタで購入した土地に建設され、クラブのスタッフや選手も建設に携わった。1913年2月9日、姉妹クラブだったアスレティック・ビルバオを招いてこけら落としが実施され、1921年には首都マドリードでは史上初めてとなるポルトガル代表との国際親善試合も開催された。しかし、クラブの会員数増加に伴って10,000人収容では手狭になったため、1923年にFKヴィクトリア・ジシュコフとの親善試合を経てこのスタジアムは閉場された。